# Tennessin

Configurația elctronică a atomului de tennessin

Tennessin  (numele anterior, provizoriu, fiind ununseptiu) este numele dat elementului cu număr atomic 117. Un grup de fizicieni din Rusia și Statele Unite, condus de academicianul Iuri Oganesian de la Institutul Unificat de Cercetări Nucleare din Dubna, a sintetizat pentru prima dată în istorie cel de-al 117-lea element al Sistemului periodic al elementelor chimice – tabelul lui Mendeleev. Elementul numit – neoficial – ununseptiul, și care acoperă golul din tabelul lui Mendeleev, a fost constituit din elementele cu numerele atomice 116 și 118, obținute anterior la Dubna. Experimentul de sintetizare a celui de-al 117-lea element a început pe 27 iulie 2009. Pe 8 iunie 2016, IUPAC a redenumit ununseptiu în tennessin (simbol: Ts).

## Sintetizare

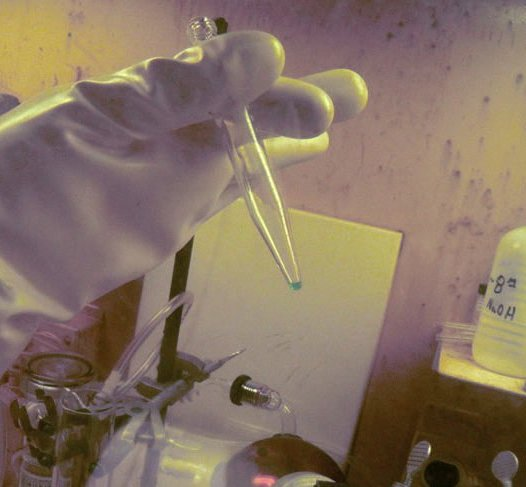
Cantitatea de berkeliu folosită pentru sintetizarea ununseptiului (în stare dizolvată)

Un lot de 22 miligrame de berkeliu-249 a fost preparat în urma unei iradieri ce a durat 250 de zile și apoi purificat timp de 90 de zile la Oak Ridge în 2009. Această operațiune a fost urmată de obținerea primilor 6 atomi de ununseptiu la Institutul Unificat de Cercetări Nucleare (JINR) din Dubna, Rusia, după ce acesta a fost bombardat cu ioni de calciu în ciclotron pentru 150 de zile. Această operațiune de sinteză a fost un punct culminant al colaborării dintre Rusia (JINR) și Laboratorul Național Lawrence Livermore.